# Velosnes
Velosnes és un municipi francès situat al departament del Mosa i a la regió del Gran Est. L'any 2007 tenia 138 habitants.

## Demografia

### Població
El 2007 la població de fet de Velosnes era de 138 persones. Hi havia 51 famílies, de les quals 7 eren unipersonals (7 dones vivint soles i 7 dones vivint soles), 11 parelles sense fills, 22 parelles amb fills i 11 famílies monoparentals amb fills.
La població ha evolucionat segons el següent gràfic:
Habitants censats

### Habitatges
El 2007 hi havia 67 habitatges, 51 eren l'habitatge principal de la família, 6 eren segones residències i 10 estaven desocupats. Tots els 67 habitatges eren cases. Dels 51 habitatges principals, 43 estaven ocupats pels seus propietaris, 7 estaven llogats i ocupats pels llogaters i 1 estava cedit a títol gratuït; 2 tenien tres cambres, 12 en tenien quatre i 38 en tenien cinc o més. 37 habitatges disposaven pel capbaix d'una plaça de pàrquing. A 21 habitatges hi havia un automòbil i a 28 n'hi havia dos o més.

### Piràmide de població
La piràmide de població per edats i sexe el 2009 era:
| Homes | Edats   | Dones |
| ----- | ------- | ----- |
| 0     | 95 o +  | 0     |
| 0     | 90 a 94 | 0     |
| 0     | 85 a 89 | 0     |
| 4     | 80 a 84 | 0     |
| 4     | 75 a 79 | 8     |
| 12    | 70 a 74 | 0     |
| 0     | 65 a 69 | 4     |
| 8     | 60 a 64 | 8     |
| 8     | 55 a 59 | 0     |
| 4     | 50 a 54 | 8     |
| 0     | 45 a 49 | 0     |
| 4     | 40 a 44 | 4     |
| 8     | 35 a 39 | 4     |
| 4     | 30 a 34 | 8     |
| 8     | 25 a 29 | 0     |
| 8     | 20 a 24 | 4     |
| 12    | 15 a 19 | 12    |
| 0     | 10 a 14 | 0     |
| 4     | 5 a 9   | 0     |
| 0     | 0 a 4   | 0     |

## Economia
El 2007 la població en edat de treballar era de 90 persones, 76 eren actives i 14 eren inactives. De les 76 persones actives 68 estaven ocupades (39 homes i 29 dones) i 9 estaven aturades (5 homes i 4 dones). De les 14 persones inactives 3 estaven jubilades, 7 estaven estudiant i 4 estaven classificades com a «altres inactius».

### Ingressos
El 2009 a Velosnes hi havia 54 unitats fiscals que integraven 132 persones, la mediana anual d'ingressos fiscals per persona era de 20.131 €.

## Poblacions més properes
El següent diagrama mostra les poblacions més properes.